# 共和联盟
共和联盟（愛爾蘭語發音：[kˠumˠən̪ˠ n̪ˠə pˠɔbˠɫəxt̪ˠə]）是一个爱尔兰共和派政党。
共和联盟由埃蒙·德·瓦莱拉在1922年3月15日成立，是一个反对英爱条约的政党，党员来自新芬党反条约派。共和联盟其实参加了1922年爱尔兰大选，只不过，该党遵照柯林斯/德·瓦莱拉公约，像对手一样打起了新芬党的旗号。
共和联盟通常会把“共和党”一名附加在党名之后。后来于1926年成立的“命运的士兵”，也采用“共和党”作为副名。
共和联盟的总部设在萨福克街23号。该党的办公室也是反条约共和军的集会场所。
1923年，新芬党亲条约派改名为盖尔人协会，共和联盟便继续使用“新芬党”一名。